# Manuel De Vecchi
Pour les articles homonymes, voir De Vecchi.
Manuel De Vecchi (né le 8 octobre 1980 à Vérone), est un coureur cycliste italien, spécialiste du BMX. 

## Biographie
Le plus grand succès de la carrière de Manuel De Vecchi a lieu en 2008, lorsqu'il a remporté la médaille d'argent en BMX cruiser aux championnats du monde de Taiyuan. Dans cette compétition, il se classe entre le Français Thomas Hamon et le Vénézuélien Jonathan Suárez. Il s'agit de sa seule médaille remportée lors d'une épreuve internationale.
En 2008 et 2012, il participe aux Jeux olympiques, sans atteindre la finale. Il a également remporté 30 titres de champion d'Italie (17 en bmx, 13 en cruiser), dont 14 dans les catégories principales.

## Palmarès en BMX

### Jeux olympiques
- Pékin 2008
  - Éliminé en demi-finales du BMX
- Londres 2012
  - Éliminé en quarts de finale du BMX

### Championnats du monde
- Taïyuan 2008
  -  Médaillé d'argent du BMX cruiser

### Coupe du monde
- 2007 : 12e du classement général, un podium à Salt Lake City
- 2008 : 36e du classement général
- 2009 : 25e du classement général
- 2010 : 51e du classement général
- 2011 : 31e du classement général
- 2012 : 36e du classement général

### Championnats d'Italie
- Champion d'Italie de BMX juniors (2) : 1997 et 1998
- Champion d'Italie de BMX (11) : 1999, 2001, 2002, 2003, 2004, 2005, 2006, 2007, 2008, 2010 et 2011
- Champion d'Italie du contre-la-montre en BMX : 2012